# Amina Gusner
Amina Gusner (* 26. April 1965 in Moskau) ist eine Schauspielerin, Regisseurin und Autorin.

## Leben
Amina Gusner ist die älteste Tochter der Filmregisseurin und Drehbuchautorin Iris Gusner, ihre jüngere Schwester ist die Kostümbildnerin und Diplom-Designerin Inken Gusner.
Amina Gusner studierte an der Hochschule für Schauspielkunst „Ernst Busch“ Berlin und durchlief ihre Absolventenjahre an den Städtischen Bühnen Quedlinburg. Seit 1990 ist sie als Schauspielerin sowie als Regisseurin und Autorin tätig. Sie gründete die freie Theatergruppe Lautlinie, die den ersten Preis bei Impulse 90 für das beste Theater im deutschsprachigen Raum erhielt. Außerdem schrieb und inszenierte Gusner Hörspiele für den SFB. Als Schauspielerin war sie in zahlreichen Film- und Fernsehproduktionen zu sehen und erhielt Gastengagements an der Volksbühne Berlin und am Maxim-Gorki-Theater. Sie gründete 2001 die Künstlergruppe allein-im-hausflur.de, mit der sie Hörspiele, Kurzfilme und szenische Collagen produziert. Seit 2004 arbeitet sie ausschließlich als Regisseurin unter anderem für das Berliner Theater unterm Dach, das Staatstheater Kassel, das Hans Otto Theater in Potsdam, das Theater am Kurfürstendamm Berlin und das Maxim-Gorki-Theater Berlin.
Von 2009 bis zum Juli 2012 war Amina Gusner drei Jahre Schauspieldirektorin der Theater & Philharmonie Thüringen, zu der neben den Bühnen der Stadt Gera auch das Landestheater Altenburg gehört und unter ihrer Leitung 2011 zu den Berliner Autorentagen eingeladen wurde.

## Preise
- Impulse 90: erster Preis für bestes Theater im deutschsprachigen Raum für die freie Theatergruppe Lautlinie
- Hessische Theatertage 2004: Publikumspreis für junge Experten für die Inszenierung „Mütter und Männer“
- 1. INTHEGA-Preis für „Anna Karenina“

## Regiearbeiten Theater (Auswahl)
- 1990: „Was auch immer dieser Mund spricht“, mit Theater Lautlinie
- 2001: „Nachtträume“, Theater unterm Dach/Junges Theater Göttingen
- 2002: „Gefallen“, Theater unterm Dach/Kleine Bühne Bremen
- 2003: „Mütter und Männer“, Staatstheater Kassel
- 2004: „Und Heimat – Eine Oper“, Theater unterm Dach Berlin
- 2004: „Orestie“, Staatstheater Kassel
- 2005: „Räuber“, Neue Bühne Senftenberg
- 2006: „Hedda Gabler“, Hans Otto Theater Potsdam
- 2006: „Selbstmörder“, Theater unterm Dach Berlin
- 2007: „Szenen einer Ehe“, Komödie am Kurfürstendamm
- 2007: „Sex Stadt Beziehungen“,  Maxim-Gorki-Theater Berlin
- 2007: „Anna Karenina“ von Leo Tolstoi, Stadttheater Fürth
- 2008: „Drei Schwestern“ von Anton Tschechow, Theater am Kurfürstendamm Berlin
- 2008: „Die Katze auf dem heißen Blechdach“ von Tennessee Williams, Bühnen der Stadt Gera/Altenburg
- 2008: „Iphigenie“, Minden
- 2009: „Nibelungen“, Gera/Altenburg
- 2009: „Herzschritt“, Gera/Altenburg
- 2010: „Einsame Menschen“, Gera/Altenburg
- 2010: „Faust“, Gera/Altenburg
- 2011: „Puzzle Babylon“, Gera/Altenburg
- 2011: „Dreigroschenoper“, Gera/Altenburg
- 2012: „Titanic“, Gera/Altenburg
- 2013: „Die bitteren Tränen der Petra von Kant“, Neue Bühne Senftenberg
- 2013: „Die Verwandlung“, Theater Bremerhaven
- 2014: „Stella“, Neue Bühne Senftenberg

## Filmografie (Auswahl)
- 1984: Kaskade rückwärts
- 1988: Ich liebe dich – April! April!
- 1990: Daniel
- 1993: Sommerliebe (TV)
- 1995: Sonntags geöffnet (TV-Serie)
- 1995: Flirt
- 1996: Tatort, Folge: Wer nicht schweigt, muß sterben (TV-Serie)
- 1996: Kurklinik Rosenau, Folge: Supermann fliegt wieder (TV-Serie)
- 1998: Hallo, Onkel Doc!, Folge: Glück im Unglück (TV-Serie)
- 1998: Kidnapping Mom & Dad (TV)
- 1999: Gestern ist nie vorbei (TV)
- 1999: Gisbert, Folge: Therapie (TV-Serie)
- 2000: St. Angela, Folge: Hochzeit mit Zwischenfällen (TV-Serie)
- 2000: Großstadtrevier, Folge: Nach langer Zeit (TV-Serie)
- 2000: Max & Lisa, Folge: Die Party (TV-Serie)
- 2000: Neues vom Bülowbogen (TV-Serie)
- 2000: Die Rettungsflieger Folge: Jagdsaison (TV-Serie)
- 2001: Eva Blond (TV-Serie)
- 2002–2004: Wie erziehe ich meine Eltern? (TV-Serie)
- 2003: Ein starkes Team, Folge: Kollege Mörder (TV-Serie)
- 2006: Familie Dr. Kleist, Folge: Klassentreffen (TV-Serie)
- 2008: Polizeiruf 110, Folge: Keiner schreit (TV-Serie)